# Tessiner Alpen
Die Tessiner Alpen sind eine Gebirgsgruppe im Grenzbereich zwischen der italienischen Provinz Verbano-Cusio-Ossola und dem Schweizer Kanton Tessin im Südosten der Westalpen.

## Lage und Fläche
Trotz ihrer Grösse sind die Tessiner Alpen klar umgrenzt und kurz zu beschreiben (im Uhrzeigersinn ab Nord): Tessin, Lago Maggiore, Toce und Passo San Giacomo; sie bedecken eine Fläche von 2500 km². Vom Lago Maggiore im Süden auf 193 m ü. M. bis zu ihrem höchsten Berg, dem 3272,4 m ü. M. hohen Basòdino ergibt sich immerhin eine Differenz von 3079 Hm.

## Gruppen und Gipfel
Die Tessiner Alpen werden in folgende neun Untergruppen eingeteilt:
- Basodinogruppe
- Cristallinagruppe mit Pizzo Cristallina
- Campo-Tencia-Gruppe mit dem Pizzo Campo Tencia
- Maggiagruppe
- Verzascagruppe
- Onsernonegruppe
- Pioda-di-Crana-Gruppe
- Gridonegruppe mit dem Gridone
- Monte-Zeda-Gruppe

Für Bergsteiger gibt es in dem Gebiet neun Hütten alpiner Vereine, wie z. B. die Cristallinahütte des SAC, dazu einige andere.

## Täler und Orte
Im Innern der Gebirgsgruppe befinden sich Maggiatal, Verzascatal und Centovalli mit den Orten Bignasco, Maggia, Brione und Intragna, an deren Rand Airolo, Biasca, Bellinzona, Locarno und Domodossola.

## Weblinks

Cristallinagruppe mit Basodino

## Belege
1. ↑  
Karten der Schweiz (SwissTopo)
2. ↑  
Ernst Höhne: Knaurs Lexikon für Bergfreunde / Die Alpen zwischen Matterhorn und Bodensee. Droemer Knaur, München 1987, ISBN 3-426-26223-1, S. 280 ff.